# 라덴 살레
라덴 살레 샤립 부스타만(Raden Saleh Sjarif Boestaman, 1807년 - 1880년 4월 23일) 혹은 간단하게 라덴 살레는 현재 인도네시아를 구성하고 있는 구 네덜란드령 동인도의 아랍계 동인도인 화가로, 근현대 인도네시아 미술의 선구자로 꼽히는 인물이다. 라덴 살레는 네덜란드령 동인도에서 태어난 최초의 (유럽식) 근대 화가였으며, 19세기를 풍미한 유럽 낭만주의에 큰 영향을 받아 이를 동인도의 문화적 배경과 창조적으로 융합한 작품을 그렸다.

## 출생
라덴 살레는 19세기 초 아랍계 자와 귀족 가문에서 태어났다. 라덴 살레는 사잇 압둘라 부스타만(Sayyid Abdullah Bustaman)의 외손자였으며, 아버지는 아랍계 자와인인 사잇 후센 빈 알위 빈 아왈 빈 야햐(Sayyid Husen bin Alwi bin Awal bin Yahya)였다.

## 유럽 여행

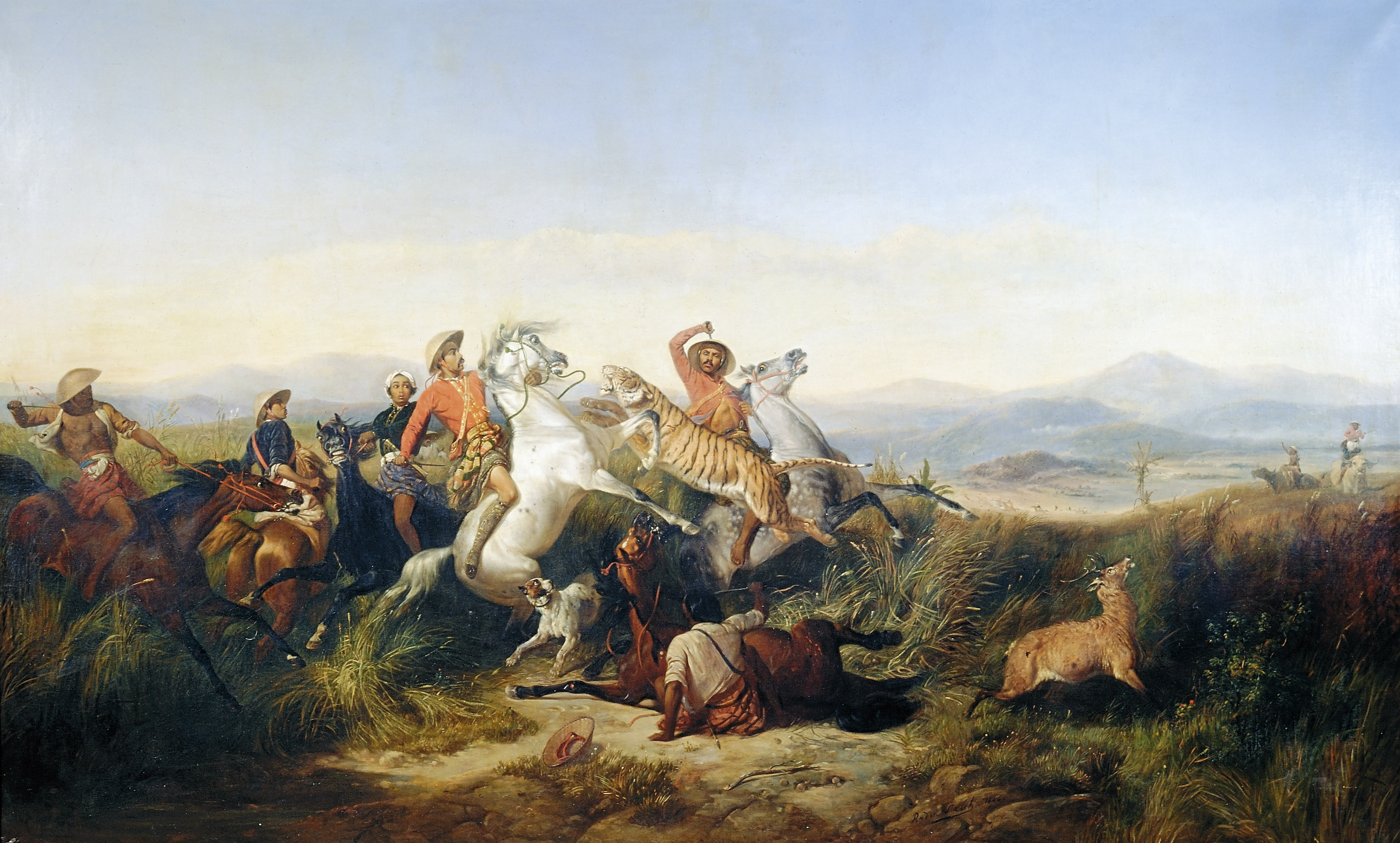
〈사냥〉

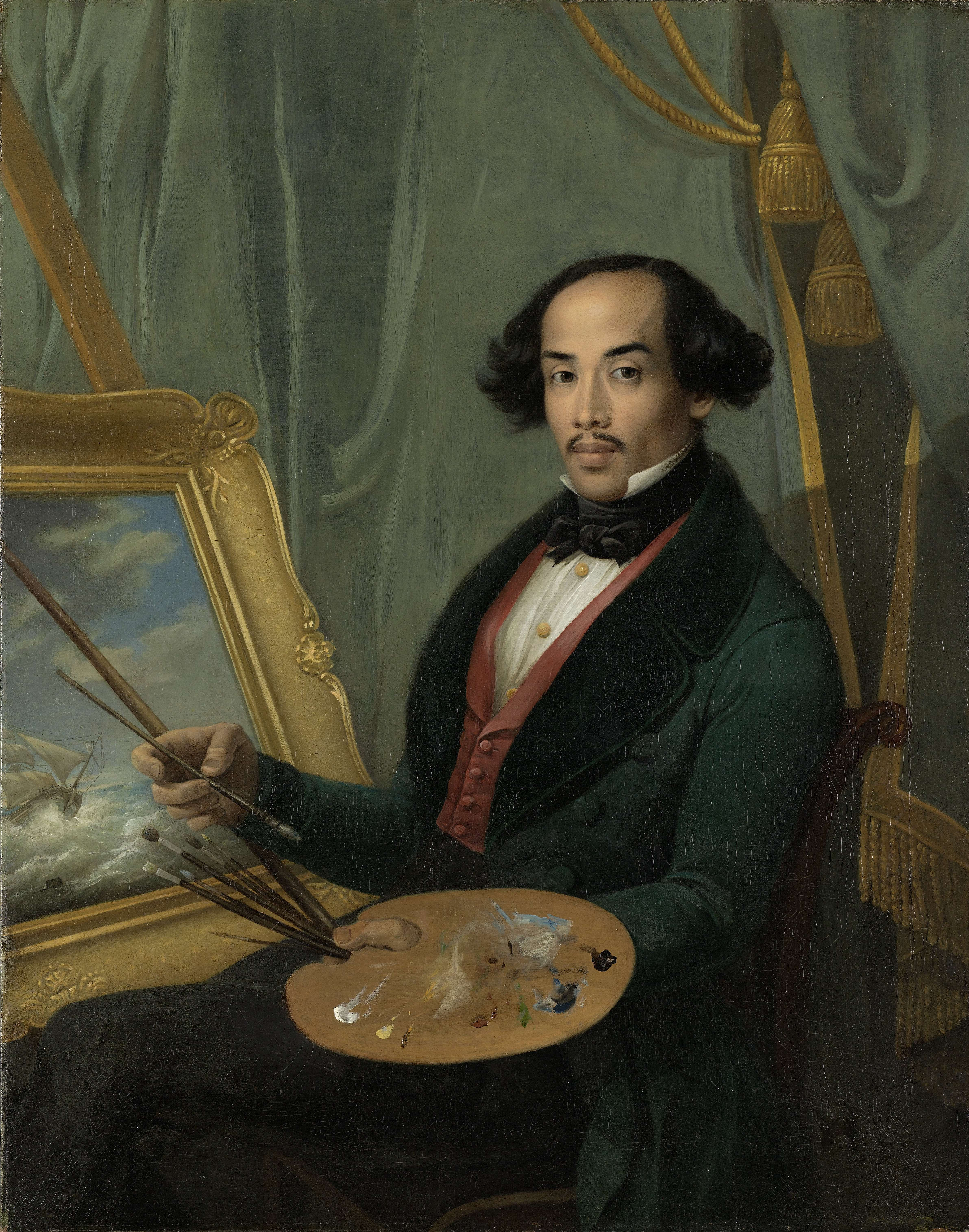
유럽 시절의 자화상

라덴 살레는 처음에 보고르에서 재능을 알아봐 준 한 벨기에인 화가에게 미술 교육을 받았다. 이후 살레의 재능을 아까워한 이 화가는 라덴 살레가 네덜란드에서 미술 교육을 받을 수 있도록 네덜란드 식민 정부를 설득하였고, 결국 1829년 라덴 살레는 동인도를 떠나 유럽으로 가게 되었다. 네덜란드에 도착한 라덴 살레는 코르넬리위스 크뤼세만(Cornelius Kruseman)과 안드리스 스헬프하우트(Andries Schelfhout)의 문하에서 미술 공부를 시작하였다.
라덴 살레는 코르넬리위스 크뤼세만에게서 초상화의 기법을 배웠고, 나중에는 여러 유럽 궁정에서 초청받아 초상화를 그렸다. 특히 1839년부터 작센코부르크고타 대공 에른스트 1세(Ernst I, 재위 1824년 - 1844년)의 후원 하에 그의 궁정에서 5년 간 머무르기도 했다. 또 안드리스 스헬프하우트에게서는 풍경화의 기법을 배워 알제 등 다양한 유럽인의 도시에서 머물며 풍경화를 그렸다. 헤이그에서는 어떤 사자 조련사의 허락을 얻어 사자의 생김새를 공부할 기회를 얻었는데, 이 경험은 출중한 동물 묘사 능력으로 화가로서 유명해지는 데 밑거름이 되었다.
현재 암스테르담의 네덜란드 국립박물관(네덜란드어: Rijksmuseum 레익스뮈세윔[*])에 라덴 살레의 그림 다수가 전시되어 있다. 1931년 파리에서의 화재로 그의 그림 몇 점이 불타 사라지기도 했다.

## 동인도 귀환

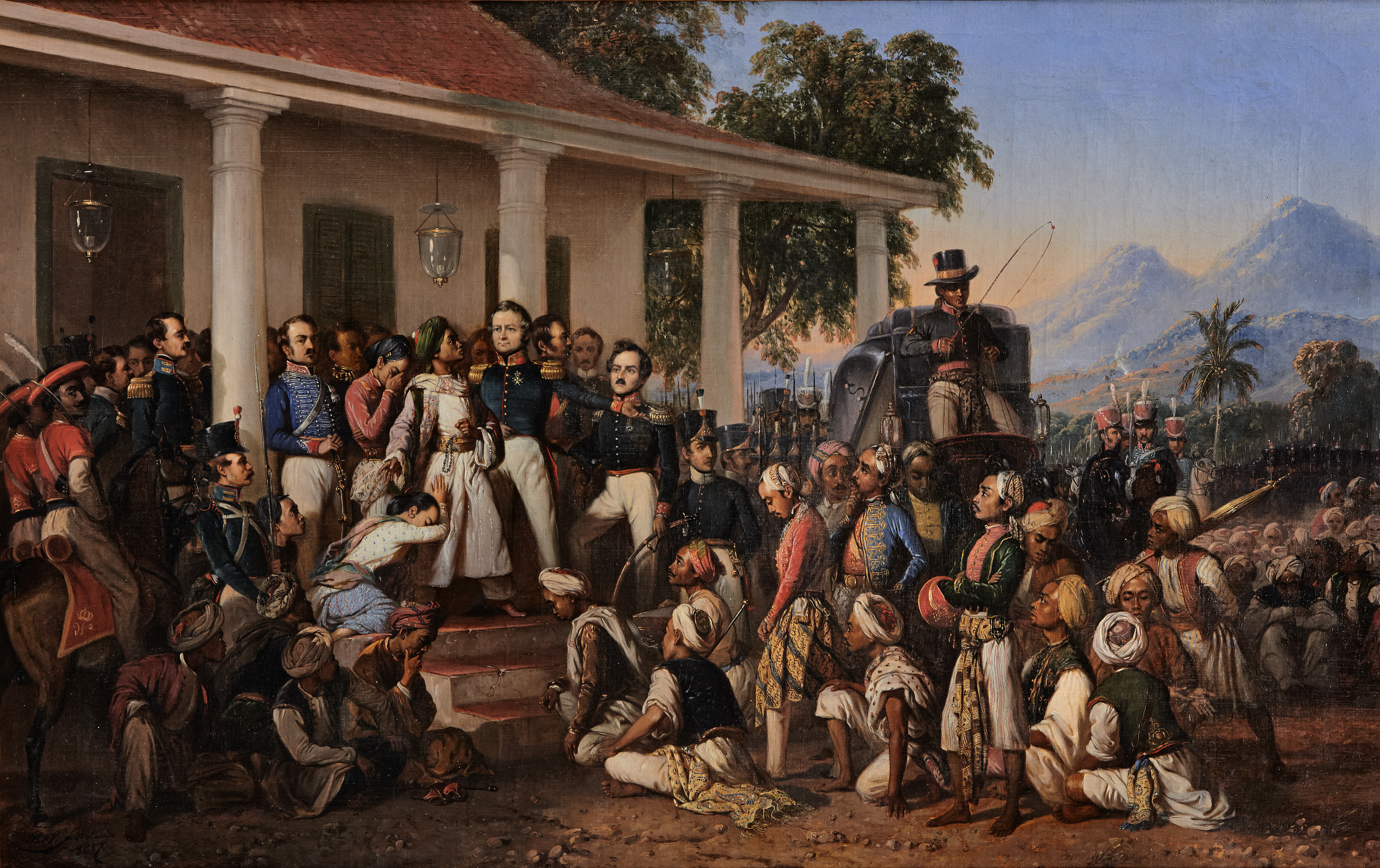
〈디파느가라 왕자의 체포〉 (1857년)

라덴 살레는 20여 년에 달하는 유럽 체류를 끝마치고 1851년 동인도로 돌아왔다. 여기서 라덴 살레는 식민 정부의 예술품 관리관으로 일하면서 자와 귀족들의 초상화나 풍경화를 그렸다. 이 시기의 작품 중에는 특히 네덜란드에 반기를 든 디파느가라 왕자를 그린 〈디파느가라 왕자의 체포〉가 유명하다. 말년에는 다시 한 번 유럽을 방문한 후 귀환하여 1880년 자와에서 사망하였다.

## 같이 보기
- 디파느가라
- 이 뇨만 마스리아디

## 참고 문헌
- Karnadi, Koes (editor) 2006) Modern Indonesian art : from Raden Saleh to the present day introduction by Suwarno Wisetrotomo; with contributions by Agung Hujatnikajennong ... [et al.] Denpasar : Koes Artbooks. ISBN 979-8704-02-9
- Heuken, Adolf (1982). Historical Sites of Jakarta. Jakarta, Indonesia: Cipta Loka Caraka.
- Yayasan Untuk Indonesia (2005). Ensiklopedi Jakarta: culture & heritage, Volume 3. Jakarta, Indonesia: merintah Provinsi Daerah Khusus Ibukota Jakarta, Dinas Kebudayaan dan Permuseuman, Indonesia}. ISBN 978-979-8682-52-0.